# Giovanni Rossignoli
Giovanni Rossignoli (* 3. Dezember 1882 in Pavia; † 27. Juni 1954 ebenda) war ein italienischer Radrennfahrer.
Giovanni Rossignoli war Profi-Radrennfahrer von 1903 bis 1914 und von 1919 bis 1927. Während seiner sportlichen Laufbahn war er von großer Konstanz, wenn ihm auch der ganz große Erfolg versagt blieb.
1903 machte Rossignoli durch zwei Siege auf sich aufmerksam; er gewann die Corsa Nazionale und La Seiconto. 1905 gewann er Mailand–Turin und wurde Zweiter der Lombardei-Rundfahrt, 1906 siegte er bei Milano–Mantova und 1907 bei der Coppa Val d’Olona. 1907 wurde er zudem Dritter der italienischen Straßenmeisterschaft.
Bei den großen Rundfahrten konnte sich Giovanni Rossignoli mehrfach gut platzieren. Bei der Tour de France, an der er achtmal teilnahm, belegte er 1908 Rang zehn, 1923 Rang 29, 1925 Rang 19, und 1926 wurde er 21. der Tour-Gesamtwertung. Erfolgreicher war er beim Giro d’Italia, den er neunmal fuhr: 1909 gewann er zwei Etappen und wurde er Dritter, 1911 gewann er eine Etappe und wurde Zweiter sowie 1912 ein weiteres Mal Dritter. Bei weiteren Starts belegte er Plätze unter den ersten Zehn der Gesamtwertung.
Im Juni 2011 wurde in Rossignolis Heimatstadt Pavia ein Park, der sich in der Nähe von dessen ehemaligem Wohnort befindet, Parco Giovanni Rossignoli getauft.